# 劳阶灭绝事件
勞階滅絕事件是在志留紀時期之中三個相對較小的大規模滅絕（艾尔维肯灭绝事件，穆德滅絕事件和勞階滅絕事件）中的最後一個。它對牙形石動物群有很大的影響，但卻幾乎沒有對筆石動物群造成危害。此事件與全球海平面上的生物低潮點相吻合，緊隨其後的是志留纪動物群階段的地球化学同位素偏移，以及沉積系統的變化。

## 生物衝擊
勞階滅絕事件發生於晚期的志留纪，約4.2億年前。它的地層剛好暴露在哥特蘭和瑞典，也正是這個名字的由來。它的基地設置在第一個滅絕基準，在Eke床，儘管數據很稀少，但很明顯的，大多數的生物群體在這段期間的滅絕率有增加;在相關岩石中也有觀察到此事件造成的主要全球性變化，並也在齒冠和石墨烯群體中觀察到了“危機”。更準確地說，在事件中遇到的牙形石，以及隨後同位素偏移中的筆石表明，此次滅絕很可能在許多地方都有發揮作用，特別是越來越封閉的威爾士盆地。但這些無法推翻許多的生命形式在事件之後不久重新開始建立的事實，牠們可能在避難所或在未被保存在地質記錄中的的環境裡生存。不過此事件在滅絕過後還是在持續，而且生物結構被永久的改變，更有許多生物未能重新獲得他們在事件發生之前佔領的地盤。